# Алгебраїчне доповнення
Нехай {\displaystyle \ A=(a_{ij})} — квадратна матриця порядку {\displaystyle \ n}, в якій вибрано:
- довільні {\displaystyle \ k} рядків з номерами {\displaystyle \ i_{1}<i_{2}<\ldots <i_{k}} та
- довільні {\displaystyle \ k} стовпців з номерами {\displaystyle \ j_{1}<j_{2}<\ldots <j_{k}.}

## Визначення
Алгебраїчне доповнення мінора {\displaystyle M_{j_{1},\ldots ,j_{k}}^{i_{1},\ldots ,i_{k}}} визначається так:
{\displaystyle A_{j_{1},\ldots ,j_{k}}^{i_{1},\ldots ,i_{k}}=(-1)^{p+q}\;{\overline {M}}_{j_{1},\ldots ,j_{k}}^{i_{1},\ldots ,i_{k}}}
де
{\displaystyle \ p=i_{1}+\ldots +i_{k},\quad q=j_{1}+\ldots +j_{k},}
{\displaystyle {\overline {M}}_{j_{1},\ldots ,j_{k}}^{i_{1},\ldots ,i_{k}}} — доповнювальний мінор.
Алгебраїчним доповненням елемента {\displaystyle \ a_{ij}} називають мінор цього елемента, взятий зі знаком {\displaystyle \ (-1)^{i+j},} тобто 
{\displaystyle \ A_{ij}=(-1)^{i+j}M_{ij}.}

### Приклади
- Мінор {\displaystyle \ M_{23}} квадратної матриці {\displaystyle \ A} — визначник матриці, отриманий шляхом викреслювання рядка 2 та стовпчика 3:

{\displaystyle A={\begin{pmatrix}\,\,\,1&4&7\,\\\,\,\,3&0&5\,\\-1&9&\!11\,\\\end{pmatrix}},\qquad M_{23}={\begin{vmatrix}\,\,1&4&\Box \,\\\,\Box &\Box &\Box \,\\-1&9&\Box \,\\\end{vmatrix}}} {\displaystyle \longrightarrow } {\displaystyle {\begin{vmatrix}\,\,\,1&4\,\\-1&9\,\\\end{vmatrix}}=\left(9-\left(-4\right)\right)=13.}
- Знайти алгебраїчні доповнення елементів а21 та а33 визначника

{\displaystyle {\begin{vmatrix}2&3&-1\\1&4&2\\-3&1&4\\\end{vmatrix}}}
Розв'язок:
Алгебраїчні доповнення до елементів а21 та а33 позначимо А21 та А33, відповідно.
Знаходження мінорів:
Підставимо ці значення мінорів у відповідні рівності (4), одержимо шукані алгебраїчні доповнення
А21=(-1)2+1 М21= -13
А33=(-1)3+3 М33= 5